# امپراتوری مالی
امپراتوری مالی (۱۲۳۰–۱۶۰۰ میلادی) دولتی بزرگ در غرب آفریقا بود که توسط سوندیاتا کِیتا تأسیس گردید. این دولت به خاطر ثروت حاکمانش به خصوص مانسا موسی، معروف شد. این امپراتوری دست نشانده‌ها و خراج گزاران زیادی داشت و زبان و قوانینش را به آنسوی رودخانه نیجر گسترش داد.

## ورشکستگی و فروپاشی امپراتوری مالی
گشاده‌دستی مانسا موسی پادشاه این امپراتوری در سفر حج ناخواسته موجب ویرانی اقتصادی مناطقی شد که کاروان وی از آن‌ها عبور می‌کرد. در شهرهای قاهره، مکه، و مدینه سرازیر شدن ناگهانی مقادیر زیاد طلا باعث کاهش ارزش این فلز برای چند دههٔ بعد و افزایش قیمت اجناس و ابزار دچار تورم شدیدی شد. در برگشت از مکه، زمانی که موسی از تأثیر بخشندگی‌هایش بر اقتصاد منطقه آگاه شد تمام طلای موجود در شهر قاهره را با بهرهٔ بالا وام گرفت تا تعادل به بازار بازگردد. این تنها دورهٔ گزارش‌شده در تاریخ است که تنها یک نفر مستقیماً قیمت طلا را در حوزهٔ مدیترانه کنترل می‌کرد. این قرض دادن ارزان و بازپس‌گیری گران طلا باعث ورشکستگی امپراتوری مانسا موسی شد. همچنین او برای سفر خود آنقدر خرج کرد که دیگر هیچ طلایی باقی نماند.
بعد از مرگ مانسا موسی نیز پادشاهی او به دو پسرش رسید. اما آنها نتوانستند امپراتوری را نگه دارند و کشور به سرزمین‌های کوچک‌تر جدا شد و امپراتوری مالی فروپاشید. ورود اروپایی‌ها در دوران استعمار، پایان قطعی این پادشاهی بود.